# Latehar (Distrikt)
Latehar ist ein Distrikt im indischen Bundesstaat Jharkhand. 
Die Fläche beträgt 4291 km². Verwaltungssitz ist die gleichnamige Stadt Latehar. 

## Geschichte
Bevor der Distrikt 2001 gegründet wurde, war er Teil des Distrikts Palamu. Der Distrikt gehört heute zum naxalitisch-kommunistisch beeinflussten „Roten Korridor“.

## Bevölkerung

### Übersicht
Die Einwohnerzahl lag bei 726.978 (2011). Die Bevölkerungswachstumsrate im Zeitraum von 2001 bis 2011 betrug 29,61 % und lag damit sehr hoch. Latehar hat ein Geschlechterverhältnis von 967 Frauen pro 1000 Männer und damit einen für Indien häufigen Männerüberschuss. Der Distrikt hatte 2011 eine Alphabetisierungsrate von 59,51 %, eine Steigerung um knapp 19 Prozentpunkte gegenüber dem Jahr 2001. Die Alphabetisierung liegt damit allerdings immer noch weit unter dem nationalen Durchschnitt. Knapp 65,1 % der Bevölkerung sind Hindus, ca. 9,6 % sind Muslime, ca. 6,6 % sind Christen und ca. 18,8 % gaben keine Religionszugehörigkeit an oder praktizierten andere Religionen. 18,9 % der Bevölkerung sind Kinder unter 6 Jahre.

### Bevölkerungsentwicklung
In den ersten Jahrzehnten des 20. Jahrhunderts wuchs die Bevölkerung im Gegensatz zu anderen Gebieten bereits stark an. Trotz Seuchen, Krankheiten und Hungersnöten. Seit der Unabhängigkeit Indiens hat sich die Bevölkerungszunahme beschleunigt. Während die Bevölkerung in der ersten Hälfte des 20. Jahrhunderts um rund 59 % zunahm, betrug das Wachstum zwischen 1961 und 2011 203 %. Die Bevölkerungszunahme zwischen 2001 und 2011 lag bei 29,61 % oder rund 166.000 Menschen. Die Entwicklung verdeutlichen folgende Tabellen:
| Jahr      | 1901    | 1911    | 1921    | 1931    | 1941    | 1951    | 1961    | 1971    | 1981    | 1991    |
| Einwohner | 126.790 | 140.616 | 149.957 | 167.407 | 186.627 | 201.560 | 239.575 | 299.630 | 359.930 | 457.040 |

### Bedeutende Orte
Im Distrikt gibt es mit dem Hauptort Latehar, Alaudia, Barwadih und Chandwa laut Volkszählung 2011 vier Orte, die als Städte (towns und census towns) gelten. Dennoch ist die Verstädterung gering. Denn nur 51.858 der 726.978 Einwohner oder 7,13 % leben in städtischen Gebieten. Die vier Orte sind:

### Volksgruppen
In Indien teilt man die Bevölkerung in die drei Kategorien general population, scheduled castes und scheduled tribes ein. Die scheduled castes (anerkannte Kasten) mit (2011) 154.910 Menschen (21,31 Prozent der Distriktsbevölkerung) werden heutzutage Dalit genannt (früher auch abschätzig Unberührbare betitelt). Die scheduled tribes sind die anerkannten Stammesgemeinschaften mit (2011) 331.096 Menschen (45,54 Prozent der Distriktsbevölkerung), die sich selber als Adivasi bezeichnen. Zu ihnen gehören in Jharkhand 32 Volksgruppen. Latehar gehört zu denjenigen Bezirken, in denen die scheduled tribes stark vertreten sind. Mehr als 5000 Angehörige zählen die Oraon (159.408 Menschen oder 21,93 % der Distriktsbevölkerung), Kharwar (72.287 Menschen oder 9,94 % der Distriktsbevölkerung), Chero (23.215 Menschen oder 3,19 % der Distriktsbevölkerung), Munda (18.826 Menschen oder 2,59 % der Distriktsbevölkerung), Lohra (18.028 Menschen oder 2,48 % der Distriktsbevölkerung), Kisan (13.191 Menschen oder 1,81 % der Distriktsbevölkerung) und Parhaiya (6954 Menschen oder 0,96 % der Distriktsbevölkerung).

### Bevölkerung des Distrikts nach Bekenntnissen
Zwar gehört eine deutliche Mehrheit der Bevölkerung zur Anhängerschaft des Hinduismus. Doch gibt es mit den Anhängern der traditionellen Religionen, des Islams und des Christentums drei starke religiöse Minderheiten.
Die Hindus sind in sieben der neun Blocks eine Mehrheit. Allerdings sind nur vier der neun Blocks deutlich hinduistisch geprägt mit Anteilen über 75 % der jeweiligen Bevölkerung. In den beiden Blocks Garu und Mahuadanr (nur 20,79 %) sind sie in der Minderheit.
Die Hochburgen der Anhänger traditioneller Religionen sind die Blocks Chandwa, Garu, Latehar und Mahuadanr. Im Block Garu sind 41,21 % der Bevölkerung Anhänger traditioneller Religionen.
Die Muslime sind über den ganzen Distrikt zerstreut mit Anteilen zwischen 3,96 % im Block Garu und 13,64 % im Block Balumath. Dies gilt für die Christen weniger. Diese sind in den meisten Blocks nur schwach vertreten. Ausnahmen sind die Blocks Garu (8,66 % Bevölkerungsanteil) und besonders Mahuadanr. Im Letztgenannten sind die Christen mit 33.396 Personen oder 44,69 % Anteil sogar die stärkste Religionsgemeinschaft.  
Die genaue religiöse Zusammensetzung der Bevölkerung zeigt folgende Tabelle:
| Jahr                                   | Buddhisten | Buddhisten | Christen | Christen | Hindus  | Hindus | Jainas | Jainas | Muslime | Muslime | Sikhs | Sikhs | Andere Religionen | Andere Religionen | keine Angaben | keine Angaben | Total   | Total    |
| Jahr                                   | Zahl       | %          | Zahl     | %        | Zahl    | %      | Zahl   | %      | Zahl    | %       | Zahl  | %     | Zahl              | %                 | Zahl          | %             | Zahl    | %        |
| -------------------------------------- | ---------- | ---------- | -------- | -------- | ------- | ------ | ------ | ------ | ------- | ------- | ----- | ----- | ----------------- | ----------------- | ------------- | ------------- | ------- | -------- |
| 2011                                   | 128        | 0,02       | 47.653   | 6,55     | 473.049 | 65,07  | 16     | 0,00   | 69.808  | 9,60    | 120   | 0,02  | 133.525           | 18,37             | 2679          | 0,37          | 726.978 | 100,00 % |
| Quelle: Ergebnis der Volkszählung 2011 |            |            |          |          |         |        |        |        |         |         |       |       |                   |                   |               |               |         |          |

## Bildung
Dank bedeutender Anstrengungen steigt die Alphabetisierung. Sie ist dennoch noch weit weg vom Ziel der kompletten Alphabetisierung. Typisch für indische Verhältnisse sind die starken Unterschiede zwischen Stadt und Land sowie den Geschlechtern. Mehr als fünf von sechs Männern in den Städten können lesen und schreiben – aber weniger als die Hälfte der Frauen auf dem Land. Seit der Gründung des Bundesstaats Jharkhand hat sich die Einschulungsrate deutlich erhöht. Mittlerweile gehen laut Angaben des Bundesstaats Jharkhand rund 95 % der Kinder im entsprechenden Alter in die Grundschule. Dies hat zu einem deutlichen Anstieg der Alphabetisierung zwischen 2001 und 2011 geführt.
| Alphabetisierung im Distrikt Latehar                |                   |                   |                   |                   |
| Einheit                                             | Volkszählung 2001 | Volkszählung 2001 | Volkszählung 2011 | Volkszählung 2011 |
| Einheit                                             | Anzahl            | Anteil            | Anzahl            | Anteil            |
| GESAMT                                              | 179.937           | 40,69 %           | 350.682           | 59,51 %           |
| Männer                                              | 122.810           | 54,13 %           | 209.706           | 69,97 %           |
| Frauen                                              | 57.127            | 26,52 %           | 140.976           | 48,68 %           |
| STADT GESAMT                                        | 16.097            | 72,78 %           | 34.524            | 78,33 %           |
| Stadt-Männer                                        | 9836              | 82,57 %           | 19.545            | 84,77 %           |
| Stadt-Frauen                                        | 6261              | 61,36 %           | 14.979            | 71,26 %           |
| LAND GESAMT                                         | 163.840           | 39,00 %           | 316.158           | 57,99 %           |
| Land-Männer                                         | 112.974           | 52,56 %           | 190.161           | 68,74 %           |
| Land-Frauen                                         | 50.866            | 24,79 %           | 125.997           | 46,92 %           |
| Quelle: Ergebnisse der Volkszählungen 2001 und 2011 |                   |                   |                   |                   |